# Florent Rondelé
Florent Rondelé, né le 13 janvier 1922 à Maarke-Kerkem, section de la ville de Maarkedal et mort le 13 décembre 2000 à Ypres, est un coureur cycliste belge, en activité de 1947 à 1959.

## Carrière sportive
En 1947, Rondelé devient cycliste indépendant et peu de temps après cycliste professionnel dans l’équipe cycliste Alcyon-Dunlop. Il court en tant que professionnel jusqu’en 1959. En 1947, il remporte l’édition du Tour des Flandres amateurs. Dans les courses de la classe indépendante, il gagne une étape du Tour de Belgique et la course d’un jour Bruxelles-Knokke. Il en gagne également une, en 1948, lors de la course À travers les Flandres. En 1953, il est vainqueur du Tour de Belgique devant Albéric Schotte et de la course de Vijfbergenomloop. En 1954, il termine deuxième du Tour du Nord derrière André Rosseel. Il a remporté des étapes de À travers les Flandres en 1954, des Quatre Jours de Dunkerque en 1956 et du Tour du Nord en 1958.
Il n'a pas terminé le Tour de France 1948.

## Palmarès
- 1947
  - Tour des Flandres amateurs
  - Bruxelles-Knokke
  - 1re étape du Tour de Belgique indépendants
- 1948
  - 2e étape d'À travers les Flandres
- 1951
  - Grand Prix Raf Jonckheere
  - 3e du Circuit des Monts du Sud-Ouest
- 1952
  - Grand Prix Raf Jonckheere
- 1953
  - Circuit des Cinq Collines
  - Tour de Belgique :
    - Classement général
    - 3e étape

  - 3e étape du Tour du Nord
  - 2e du championnat de Belgique de cyclisme sur route
  - 3e de Paris-Valenciennes
- 1954
  - 2ea étape d'À travers les Flandres
  - 2e du Tour du Nord
  - 3e d'À travers les Flandres
  - 3e du Grand Prix de la Banque
  - 3e de Roulers-Alost-Roulers
- 1956
  - 2e étape des Quatre Jours de Dunkerque
- 1957
  - Circuit du Houtland-Torhout
  - 3e d'Aalter-Bruxelles
- 1958
  - 4e étape du Tour du Nord
  - 3e du Circuit de Flandre centrale

## Résultats sur les grands tours

### Tour de France
1 participation :
- 1948 : abandon à la 10e étape